# Просветление (фильм)
«Просветление» (англ. Being Light) — французский кинофильм, снятый Жаном-Марком Барром в соавторстве с Паскалем Арнольдом. Заключительная часть «Трилогии свободы», созданной режиссёрами в духе манифеста «Догма 95».

## Описание сюжета
Максим, молодой 25-летний человек, приехал в Париж, но хочет уехать к любимой женщине Жюстин в Индию. В баре гостиницы он знакомится с Джеком Лестерхуфом, богатым бизнесменом, и тот предлагает Максиму стать его переводчиком, на что Максим соглашается. Некоторое время спустя мужчины становятся друзьями и Джек решает прервать обычное течение своей жизни с тем, чтобы составить компанию Максиму в его поездке в Индию.

## В ролях
| Актёр            | Роль                     |
| ---------------- | ------------------------ |
| Жан-Марк Барр    | Джек Лестерхоф           |
| Ромен Дюрис      | Максим Лекок             |
| Элоди Буше       | Жюстин                   |
| Филипп Дугусне   | M. Lamartinier           |
| Паскаль Обер     | Франсуа Дэлос            |
| Жан-Кристоф Бове | клерк в отеле            |
| Изабель Канделье | Ванесса (сестра Максима) |
| Ану Мажума       | Ану                      |